# 유윤 (춘성후)
유윤(劉允, ? ~ ?)은 전한 말기의 제후로, 동평양왕의 아들이다.

## 행적
원시 2년(2년), 춘성후(春城侯)에 봉해졌다.
춘성후 윤 7년(8년), 작위가 박탈되었다.

## 출전
- 반고, 《한서》 권15하 왕자후표 下

| 전임 (첫 봉건) | 전한의 춘성후 2년 4월 정유일 ~ 8년 | 후임 (전한 멸망) |